# Холмская губерния
Хо́лмская губе́рния (укр. Холмська губернія, пол. Gubernia chełmska) — административная единица Российской империи, УНР и Украинской державы гетмана Скоропадского. Выделена из Люблинской и упразднённой Седлецкой губерний Царства Польского в 1912 году. Состояла из территорий со значительным удельным весом восточных славян (в большинстве — малороссов). Губернский город — Холм.

## Российская империя

### Образование губернии
Когда после указа о веротерпимости от 17 апреля 1905 года проявились недостатки политики обращения в православие жителей Холмщины и Подляшья, в высших правящих кругах России возрос интерес к выдвигавшимся ещё во второй половине XIX века планам выделения исконно малорусских земель восточных уездов Люблинской и Седлецкой губерний (Холмщина) с преобладающим малорусским (украинским) населением в отдельную Холмскую губернию. Предложение о выделении Холмщины из Царства Польского выдвинул в Государственной Думе России епископ Холмский и Люблинский Евлогий (Георгиевский). Законопроект был внесён в III Государственную думу 19 мая 1909 года, в тот же день передан в комиссию по направлению законодательных предположений. С 17 ноября 1909 г. по 20 ноября 1911 г. обсуждался в специальной «Холмской» подкомиссии. Доклад комиссии представлен в общее собрание Думы 7 мая 1911 года, его обсуждение заняло 17 заседаний. Одобрен Думой, в частности и депутатами от Национально-демократической партии Польши — основы фракции Польского кола в Думе, — по докладу редакционной комиссии 4 мая 1912 года Закон «Об образовании из восточных частей Люблинской и Седлецкой губерний особой Холмской губернии, с изъятием её из управления варшавского генерал-губернатора» был Высочайше утверждён 23 июня / 6 июля 1912. Официальное открытие губернии состоялось 8 сентября 1913 года. Против создания Холмской губернии возникли многочисленные протесты, в том числе и в самой Государственной Думе. Вышли в свет, помимо прочих публикации об якобы исконно польском характере земель Холмщины, работы Любомира Дымши, Штефана Дзевульского (Stefan Dziewulski) и Хенрыка Верценьского (Henryk Wiercieński).
Новая губерния была изъята из управления варшавского генерал-губернатора и подчинена непосредственно министру внутренних дел России. Учебные и судебные заведения были подчинены попечителю Киевского учебного округа и округу Киевской судебной палаты соответственно, а в отношении ревизии отчётности — Киевской контрольной палате.
В 1915 году Холмская губерния была формально подчинена Киевскому генерал-губернаторству, однако в связи с оккупацией губернии Центральными державами это решение фактически не было воплощено в жизнь.

### Территориальный состав
- В состав Холмской губернии вошли 58 гмин целиком и 24 частично из ликвидированной Седлецкой губернии:
  - Бельский уезд
  - часть Влодавского уезда (селения Беднаровка (Bednarzówka), Белка (Białka), Угнин (Uhnin) и Хмелев (Chmielów) гмины Дубовая Колода (Dębowa Kłoda); гмина Остров (Ostrów (Lubelski)); селения Бабянка (Babianka), Колиховичи (Kolechowice) и Тысьменица (Tyśmienica) гмины Тысьменицы (Tyśmienica); гмины Устимов (Uścimów), Воля Верещинская (Wola Wereszczyńska), Влодава (Włodawa), Вырыки (Wyryki), Ганск (Hańsk), Городище (Horodyszcze), Кривоверба (Krzywowierzba), Ополье (Opole), Романов (Romanów), Собибор (Sobibór), Турно (Turno) и город Влодава)
  - часть Константиновского уезда (гмины Головчицы (Hołowczyce), Корница (Kornica), Лосицы (Łosice), Чухлебы (Czuchleby), Ольшанка (Olszanka), Богукалы (Bohukały), Витулин (Witulin), Гушлев (Huszlew), Заканалье (Zakanale), Павлов (Pawłów), Рокитно (Rokitno), Своры (Swory), а также посад Янов (Janów))
  - часть Радинского уезда (гмины Тлустец (Tłuściec), Загайки (Zahajki), Шостка (Szóstka); селения Колемброды (Kolembrody) и Железна (Żelizna) гмины Железна (Żelizna); гмины Берёзовый Кут (Brzozowy Kąt), Яблонь (Jabłoń) и Жеротин (Żerocin)).
- Кроме того из Люблинской губернии:
  - Грубешовский уезд
  - Томашевский уезд
  - значительная часть Холмского уезда (гмины Цыцов (Cyców), Седлище (Siedliszcze), Павлов (Pawłów), Буков (Bukowa), Войславицы (Wojsławice), Жмудь (Żmudź), Кривички (Krzywiczki), Ольховец (Olchowiec), Раколупы (Rakołupy), Реевец (Rejowiec), Сверже (Świerże), Став (Staw), Турка (Turka), а также город Холм)
  - значительная часть Замостского уезда (селения Вишенка (Wiszenki), Забытов (Zabytów), Монастырек (Monastyrek) и Сульмица гмины Старого Замостья (Stary Zamość); гмины Высокая (Wysokie), Щебрешин (Szczebrzeszyn); селения Воля Черностокская (Wólka Czarnostocka), Дельцы (Dzielce), Радечница (Radecznica), Радечницкий монастырь (klasztor Radecznicki), Трясины (Trzęsiny) и Черносток (Czarnystok) гмины Радечницы (Radecznica); селения Разлопы (Rozłopy) гмины Сулова (Sułów); гмина Замостье (Zamość) за исключением селения Жданова (Żdanów); селения Беловоля (Białowola), Волька Вепрецкая (Wólka Wieprzecka) и Липск (Lipsko) гмины Мокрого (Mokre); гмины Зверинец (Zwierzyniec); селения Липовец (Lipowiec), Сохи (Sochy), Терешполь (Tereszpol) и Шодзы (Szozdy) гмины Терешполь (Tereszpol); гмины Красноброд (Krasnobród), Лабуни (Łabunie), Скербешов (Skierbieszów) и Суховоля (Suchowola), а также город Замостье)
  - значительная часть Белгорайского (город Белгорай; селения Пуща Сольская (Puszcza Solska), Рожновка (Rożnówka), Бояры (Bojary) и Дыли (Dyle) гмины Пущи Сольской (Puszcza Solska); селения Дережня Сольская (Dereźnia Solska), Дережня Загроды (Dereźnia Zagrody), Лазоры (Łazory), Майдан Старый (Majdan Stary), Майдан Новый (Majdan Nowy), Рогали (Rogale), Руда Сольская (Ruda Solska), Соль (Sól) и Смольское (Smólsko) гмины Соли (Sól); селения Гарасюки (Harasiuki) и Рычки (Ryczki) гмины Гуты Крешовской (Huta Krzeszowska); гмины Крешов (Krzeszów), Бабица (Babice), Бища (Biszcza), Воля Рожанецкая (Wola Różaniecka), Горный Поток (Górny Potok), Княжполь (Księżpol), Лукова (Łukowa) и Майдан Сопотский (Majdan Sopocki))
  - фрагменты Любартовского уезда (селения Дратов (Dratów), Каниволя (Kaniwola), Кобылки (Kobyłki), Людвин (Ludwin) и Щецин (Szczecin) гмины Людвин (Ludwin))
  - фрагменты Красноставского уезда (селения Добрынев (Dobryniów), Лопенник Русский (Łopiennik Ruski (Dolny)) и Стужица (Stężyca) гмины Лопенник (Łopiennik); селение Бзите (Bzite), Винцентов (Wincentów), Крупец (Krupiec), Крупе (Krupe), Загроды (Zagroda), Костунин (Kostunin), Жданное (Żdżanne) и Верховины (Wierzchowiny) гмины Рудки (Rudka); селения Александровский Красничин (Kraśniczyn Aleksandrowski), Анельполь (Anielpol), Брезины (Brzeziny), Бонча (Bończa), Волька Красничинская (Wólka Kraśniczyńska), Деревники (Drewniki), Залесье (Zalesie), Красничин (Kraśniczyn), Ольшанка (Olszanka) и Старая Весь (Stara Wieś) гмины Чайки (Czajki)).

### Административное деление
Холмская губерния состояла из 8 уездов:
| № | Уезд             | Уездный город          | Площадь, вёрст² | Население (1897), чел. |
| - | ---------------- | ---------------------- | --------------- | ---------------------- |
| 1 | Белгорайский     | Белгорай (5 846 чел.)  | 1 500,8         | 96 332                 |
| 2 | Бельский         | Бела (13 090 чел.)     | 1 311,0         | 76 687                 |
| 3 | Влодавский       | Влодава (6 673 чел.)   | 1 900,1         | 98 035                 |
| 4 | Грубешовский     | Грубешов (10 639 чел.) | 1 063,9         | 101 392                |
| 5 | Замостский       | Замостье (14 705 чел.) | 1 569,6         | 119 783                |
| 6 | Константиновский | Янов (3 861 чел.)      | 1 263,0         | 61 333                 |
| 7 | Томашевский      | Томашев (6 233 чел.)   | 1 213,4         | 98 783                 |
| 8 | Холмский         | Холм (18 452 чел.)     | 1 865,9         | 137 585                |

### Население
На 1909 год население земель, вошедших в 1912 году в состав Холмской губернии, составляло 703 000 чел.
| Национальность | процент |
| -------------- | ------- |
| малороссы      | 52,6 %  |
| поляки         | 24,4 %  |
| евреи          | 15,3 %  |
| немцы          | 4,0 %   |
| великороссы    | 3,7 %   |

Всё население Холмской губернии, по данным официальной статистики, составляло около 760 тыс. человек, из которых католики составляли 311 тыс., православные — 305 тыс., иудеи — 115 тыс., протестанты — 28 тыс. При этом православные составляли больше половины населения в Грубешовском, а также некоторых частях бывших Любартовского и Красноставского уездов. В частях Томашовского и Холмского уездов, а также в бывшем Влодавском уезде число православных превышало число католиков примерно на 5 %. На 1 января 1914 года в Холмской губернии из всего населения, численностью в 912 095 человек, украинцы составляли 446 839, то есть 50,1 %, поляки — 30,5 %, евреи — 15,8 %.
Национальный состав территорий уездов, вошедших в 1912 году в состав Холмской губернии по данным 1897 года:
| Уезд         | поляки | малороссы | евреи  | русские | немцы  |
| ------------ | ------ | --------- | ------ | ------- | ------ |
| Белгорайский | 62,7 % | 20,8 %    | 9,3 %  | 6,9 %   | …      |
| Грубешовский | 23,1 % | 59,6 %    | 14,5 % | 1,9 %   | …      |
| Замостский   | 73,9 % | 7,7 %     | 12,2 % | 5,6 %   | …      |
| Томашевский  | 36,5 % | 49,5 %    | 11,1 % | 2,5 %   | …      |
| Холмский     | 34,5 % | 33,4 %    | 12,7 % | 6,3 %   | 12,7 % |

### Герб Холмской губернии
Герб Холмской губернии был Высочайше утверждён 15 октября 1914 года и имел следующее описание: «В зелёном щите с главою, между тремя золотыми деревьями, идущий серебряный медведь, с червлёными глазами и языком. В золотой главе щита, — возникающий чёрный Императорский орел с тремя коронами. Щит украшен Императорскою короною и окружен золотыми дубовыми листьями, соединёнными Андреевскою лентою».

## Губернаторы
1. 1 сентября 1913[5] — (не ранее 26 мая[6] и не позднее 7 июля[7]) 1914: Александр Николаевич Волжин (1862 (1860?) — 1933), действительный статский советник и камергер (с мая 1914 года — гофмейстер); первый Холмский губернатор, ранее — последний Седлецкий губернатор[8].
2. (не ранее 26 мая) 1914 — (не позднее 15 августа)[9] 1916: Борис Дмитриевич Кашкаров, действительный статский советник .
3. (не позднее 1 сентября)[10] 1916 — (после 2 марта) 1917[11]: Леонид Михайлович Савёлов (1868—1947), действительный статский советник и камергер; последний Холмский губернатор.

## Вице-губернаторы
1. 1 сентября 1913 — (не ранее 26 мая 1914): Александр Иванович Фуллон, статский советник и камер-юнкер
2. 1914—1917: Михаил Михайлович Теренин, коллежский секретарь[12]

## Духовные властиХолмской епархии
В церковном плане Холмская губерния входила в состав образованной 16/29 июня (по другим данным — 18 июля) 1905 года Холмской епархии Русской православной церкви и управлялась епископом Холмским и Люблинским.
1. 18 /31 июля 1905 (с 20 мая 1912 архиепископ) — 14 /27 мая 1914: Евлогий (Георгиевский) (1868—1946)
2. 14 / 27 мая 1914 — 10 / 23 декабря 1915: Анастасий (Грибановский) (1873—1965)
3. 10 /23 декабря 1915 — 3 апреля 1916: вакантно
4. 21 апреля / 4 мая 1916[13] — 27 мая /9 июня 1917: Серафим (Остроумов) (1880—1937), епископ Бельский

## В 1915—1918 годах
В августе-сентябре 1915 года территория губернии была оккупирована Центральными державами (немецкими (северные районы) и австро-венгерскими (южные) войсками). Губернские и уездные учреждения оккупированной Холмской губернии были эвакуированы в Казань и продолжали функционировать и после Февральской революции 1917 года.
Первоначально вся территория Холмской губернии находилась под непосредственным управлением немецких и австрийских военных властей, но в июне 1916 года зона австро-венгерской оккупации, охватывавшая собственно Холмщину (Белгорайский, Грубешовский, Замостский и Томашовский уезды), отошла в ведение Люблинского военного генерал-губернаторства, использовавшего польскую администрацию. В 1916—1918 гг. территория губернии входила в состав Королевства Польского. По условиям Брестского мирного договора 27 января (9 февраля) 1918 года между УНР и Центральными державами Холмщина (а также прилегающие районы Гродненской и Люблинской губерний) была передана УНР.

## Украинская держава
В апреле 1918 года уезды Холмской губернии, вместе с прилегающими частями Люблинской губернии, были переданы в состав Волынской губернии Украинской Державы гетмана Скоропадского. 15 ноября 1918 года (через четыре дня после подписания Компьенского перемирия) гетманат выделил отдельную Холмскую губернию. Губернским городом определялся Брест-Литовск. Губернией руководил староста А. Ф. Скоропис-Йолтуховский. Однако из-за противодействия местных польских властей он не был допущен в Холм и смог организовать украинскую администрацию только в северных уездах Холмской губернии, оккупированных немецкими войсками.
Холмская губерния в этот период включала:
- южную часть Брестского уезда Гродненской губернии;
- Бельский уезд Гродненской губернии;
- южную часть Кобринского уезда Гродненской губернии;
- Пружанский уезд Гродненской губернии;
- части Константиновского уезда Люблинской губернии;
- части Радинского уезда Люблинской губернии;
- части Красноставского уезда Люблинской губернии.

2-4 ноября 1918 года фактическое управление в южной части губернии перешло к польским властям. В начале декабря 1918 года была ликвидирована украинская администрация и на севере губернии, а её представители во главе с губернским старостой попали в лагерь для интернированных лиц в Калише. Позднее территория бывшей Холмской губернии была включена в виде отдельных повятов в состав образованного 14 августа 1919 года Люблинского воеводства. УНР признало утрату Холмщины по Варшавскому договору 21 апреля 1920 года.